# Cini Boeri

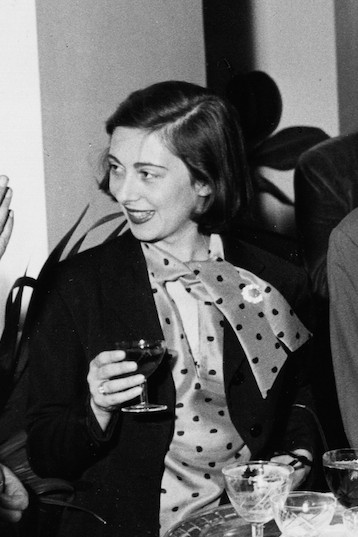
Cini Boeri, 1954 in Mailand

Cini Boeri, eigentlich Maria Cristina Mariani Dameno (* 19. Juni 1924 in Mailand; † 9. September 2020 ebenda), war eine italienische Architektin und Designerin.

## Leben und Werk
1951 schloss Cini Boeri ihr Architekturstudium am Polytechnikum Mailand ab. Nach einer kurzen Zusammenarbeit mit dem Architekten und Designer Gio Ponti begann ihre Zusammenarbeit mit dem Architekten Marco Zanuso. 1963 eröffnete sie ihr eigenes Studio in Mailand mit den Schwerpunkten Architektur, Innenarchitektur und Ausstellungsdesign. Cini Boeri widmete der Beziehung zwischen Mensch und Umwelt und der Funktionalität kleiner Wohneinheiten immer große Aufmerksamkeit. Als Designerin legte sie Wert darauf, dass die Produkte von ihrer Funktion her sowohl leicht verständlich als auch nützlich und funktional waren.
Zu ihren architektonischen Arbeiten zählen u. a. Ausstellungsräume für den Möbelhersteller Knoll International, die Niederlassung der Firma Arflex in Tokio, die Erweiterung des Flughafens in Verona und das Casa Museo di Antonio Gramsci auf Sardinien.
Als Designerin entwarf Cini Boeri Möbel und Ausstattungen auch für öffentliche Gebäude. Einige ihrer Möbelentwürfe wurden zu Klassikern, wie beispielsweise der ghost chair (1987) für die italienische Firma Fiam. Er besteht aus einer einzigen Glasscheibe, die geschnitten und gebogen wird, um gleichzeitig Sitz, Armlehnen und Rückenlehne zu bilden.
Cini Boeri ist die Mutter des italienischen Architekten und Hochschullehrers Stefano Boeri.

## Lehrtätigkeiten
Von 1980 bis 1983 lehrte sie als Gastprofessorin Architekturplanung und Industriedesign am Polytechnikum Mailand. Weitere Lehrtätigkeiten übte sie u. a. an Hochschulen in Barcelona, Berkeley, Detroit, Los Angeles, Lugano, Rio de Janeiro und São Paulo aus. In Brasilien, Deutschland, Italien, der Schweiz und den USA war sie häufig auf Konferenzen und zu Vorträgen eingeladen.

## Auszeichnungen
Cini Boeri war seit 2012 Ehrenmitglied der Industrial Design Association (ADI) und seit 2011 Trägerin des Verdienstordens der Italienischen Republik (Großoffizier). Sie erhielt wichtige Anerkennungen wie den renommierten Compasso d’Oro Award für die Polsterserie Strips für den Hersteller Arflex (1979) und den Compasso d’Oro Lifetime Achievement Award im Jahr 2011. Ihr Glassessel Ghost erhielt 2022 den Compasso d’Oro Award als Longseller.

## Museen und Sammlungen
Cini Boeris Arbeiten wurden in wichtigen Museen der Welt ausgestellt und in die ständigen Sammlungen aufgenommen, darunter im Louvre in Paris, im Museum of Modern Art in New York und auf der Triennale in Mailand.

## Design (Auswahl)

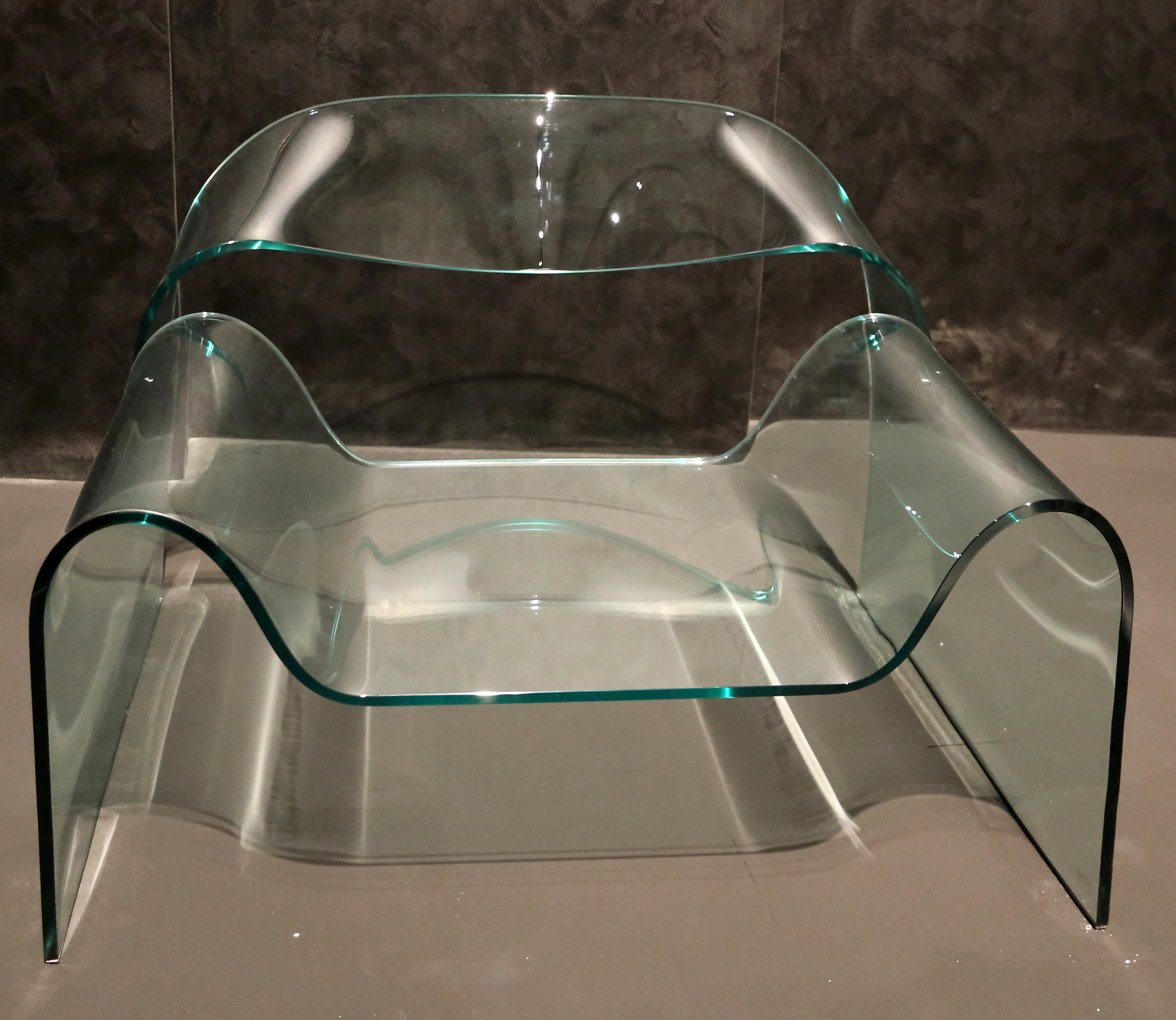
Ghost, gebogenes Glas, 1987

- 1966 Partner, Kofferserie, Hersteller: Franzi (Nominierung Compasso d’Oro)[6]
- 1967 Bobo, Sessel, Hersteller: Arflex[6][7]
- 1967 Cubotto, Sofa, Hersteller: Arflex[7]
- 1971 Serpentone, Sofa, Hersteller: Arflex[6]
- 1972 Strips, Sofa, Hersteller: Arflex (Compasso d’Oro)[7][6]
- 1974 Cibi, Trinkgläser, Hersteller: Arnulfo di Cambio[6]
- 1976 Abat-Jour, Tischlampe, Hersteller: Tronconi[7]
- 1980 Doubbleface, Regalsystem[6]
- 1987 Ghost, Glassessel, Hersteller: Fiam (Compasso d’Oro als Longseller)[6]
- 1980er/1990er Büromöbel-Serien, Hersteller: Rosenthal[6]